# Лесото на Олимпийских играх
Лесото впервые приняло участие на Олимпийских играх в 1972 году. С тех пор карликовое государство пропустило лишь одну летнюю Олимпиаду, присоединившись в 1976 году к массовому бойкоту африканскими государствами Игр в Монреале. На зимних Олимпиадах Лесото никогда не участвовало. Спортсмены Лесото никогда не завоёвывали олимпийских медалей.
Национальный Олимпийский комитет Лесото образован в 1971 году, и признан МОК в 1972 году.

## См.также
- Список знаменосцев Лесото на Олимпийских играх
- Лесото на Паралимпийских играх
- Лесото на Универсиадах
- Лесото на юношеских Олимпийских играх
- Лесото на Играх Содружества
- Лесото на Африканских играх